# ادینفر
ادینفر (به فرانسوی: Adinfer) یک کمون در فرانسه است که در پا-دو-کاله واقع شده‌است.

## خصوصیات
ادینفر ۶٫۱۹ کیلومترمربع مساحت و ۲۳۰ نفر جمعیت دارد و ۱۳۰ متر بالاتر از سطح دریا واقع شده‌است.